# Pasteur (1922)
Pasteur is een Frans docudrama uit 1922 van Jean Epstein en Jean Benoît-Lévy. De film werd gemaakt om het eeuwfeest van de geboorte van Louis Pasteur te vieren.

## Verhaal
Het docudrama toont dat Pasteur behalve een wetenschapper ook een weldoener voor de mensheid was. Zijn microbiologisch onderzoek heeft namelijk het leven van miljoenen mensen gered.

## Rolverdeling
| Acteur          | Personage               |
| --------------- | ----------------------- |
| Charles Mosnier | Louis Pasteur           |
| Robert Tourneur | vader van Louis Pasteur |
| Maurice Touzé   | jonge Louis Pasteur     |
| Jean Rauzena    | de kleine Meister       |